# Caterina Segurana
Caterina Segurana (en occità Catarina Segurana) fou una heroïna popular de Niça, que tingué un paper important en el setge de la vila de Niça, aliada de  Savoia, per part dels turcs aliats del rei Francesc I de França l'estiu de 1543. Segons la llegenda, era una bugadera i amb un gran llençol va fer una bandera que va brandar davant dels turcs. Alhora, segons es diu, va ensenyar el cul als setjadors, que van marxar horroritzats. Tanmateix, en la cultura turca aquesta pràctica es considera immoral o absurda, però no pas ofensiva, i menys amb intenció sexual si ho fa una dona.
La seva existència no és pas provada, i el seu gest podria haver estat inventat o exagerat. L'historiador Joan Badat, testimoni del setge, no l'esmenta pas en la defensa, però tot i així la seva llegenda ha excitat la imaginació popular. Louis Andrioli li dedicà una poema èpic el 1808, i el 1878 Jean-Baptiste Toselli una peça històrica. El 1923 li fou erigida una escultura prop del lloc dels esdeveniments. A Niça, endemés, se celebra la diada en honor seu el dia de Santa Caterina, el 25 de novembre.